# 수원 FC 2013 시즌
2013시즌은 수원 FC가 프로 진출 이후 치르는 첫 시즌이다. 광주 FC에서 뛰었던 보그단 밀리치와 태국에서 활약하던 알렉산다르 요바노비치를 영입하였다. 첫 경기인 부천과의 개막전에서 역전패를 당하는 등, 3경기 연속 무승행진을 달렸으나 광주 FC와의 원정 경기에서 프로 통산 첫 승을 거뒀다. 이후 FA컵에서 K리그 클래식의 대구 FC를 김한원의 PK골로 침몰시켰으나, 리그에서는 홈 첫승을 리그 개막 3개월만인 6월 6일에 거두었다. 이후 9월 28일 광주와의 원정경기에서 패배하기 전까지 8경기 연속 원정 무패를 이어가면서 '원정깡패'라는 별명을 얻기도 했다. 이후 FA컵에서는 대구에 이어 전남 드래곤즈를 꺾는 파란을 펼치며 8강까지 진출하는 위업을 달성했다. 8강전에서 K리그 클래식에서도 최강으로 불리는 전북 현대 모터스를 만났고, 전북은 이래적으로 하위리크팀과의 경기에서 베스트11을 내보내었다. 결국 8강에서 전북에 7:2로 패배하였다. 그러나 K리그 클래식 최강팀인 전북을 상대로 2골을 얻은 것은 고무적이었다. 2013년 K리그 챌린지 최종 순위는 4위로, 상주 상무나 경찰 축구단, 그리고 클래식에서 강등된 광주를 제외한 팀들 가운데서는 가장 높은 순위를 차지했다.

## 시즌 준비
2012년 12월 9일 프로 전환이 확정되어 K리그에 참가하게 되었고, 공식 명칭도 수원 FC로 확정하고 본격적인 프로리그 시즌을 준비했다.

## 경기 결과

### K리그 챌린지

#### 참가팀
| 클럽         | 순위(2012)       | 위치 | 홈구장           | 수용 좌석 |
| ------------ | ---------------- | ---- | ---------------- | --------- |
| 광주 FC      | K리그 15위       | 광주 | 광주월드컵경기장 | 40,245    |
| 상주 상무    | K리그 16위       | 상주 | 상주시민운동장   | 15,042    |
| 수원 FC      | 내셔널리그 9위   | 수원 | 수원종합운동장   | 11,808    |
| 고양 Hi FC   | 내셔널리그 10위  | 고양 | 고양종합운동장   | 41,311    |
| 충주 험멜    | 내셔널리그 12위  | 충주 | 충주공설운동장   | 15,000    |
| 부천 FC 1995 | 챌린저스리그 8위 | 부천 | 부천종합운동장   | 35,545    |
| 경찰 축구단  | R리그 A조 1위    | 빈칸 | 빈칸             | 빈칸      |
| FC 안양      | 신생             | 안양 | 안양종합운동장   | 17,143    |

#### 경기결과
| 라운드 | 날짜       | 홈팀 | 원정팀 | 경기결과 |
| ------ | ---------- | ---- | ------ | -------- |
| 1      | 2013/3/16  | 수원 | 부천   | 2:3 (패) |
| 2      | 2013/3/23  | 상주 | 수원   | 1:1 (무) |
| 3      | 2013/3/30  | 고양 | 수원   | 1:1 (무) |
| 4      | 2013/4/7   | 광주 | 수원   | 3:4 (승) |
| 5      | 2013/4/21  | 수원 | 충주   | 1:2 (패) |
| 6      | 2013/4/28  | 안양 | 수원   | 2:2 (무) |
| 7      | 2013/5/5   | 수원 | 경찰   | 1:2 (패) |
| 8      | 2013/5/11  | 수원 | 고양   | 0:0 (무) |
| 9      | 2013/5/20  | 수원 | 상주   | 1:2 (패) |
| 10     | 2013/5/26  | 부천 | 수원   | 3:3 (무) |
| 11     | 2013/6/1   | 수원 | 광주   | 1:2 (패) |
| 12     | 2013/6/6   | 수원 | 경찰   | 3:0 (승) |
| 13     | 2013/6/9   | 충주 | 수원   | 0:1 (승) |
| 14     | 2013/6/16  | 수원 | 안양   | 2:3 (패) |
| 15     | 2013/7/1   | 고양 | 수원   | 1:2 (승) |
| 16     | 2013/7/6   | 수원 | 경찰   | 2:3 (패) |
| 17     | 2013/7/14  | 수원 | 충주   | 3:0 (승) |
| 18     | 2013/8/3   | 안양 | 수원   | 2:2 (무) |
| 19     | 2013/8/11  | 수원 | 부천   | 3:3 (무) |
| 20     | 2013/8/18  | 상주 | 수원   | 0:0 (무) |
| 21     | 2013/8/26  | 수원 | 광주   | 3:1 (승) |
| 22     | 2013/8/31  | 수원 | 고양   | 1:2 (패) |
| 23     | 2013/9/7   | 부천 | 수원   | 0:1 (승) |
| 24     | 2013/9/15  | 충주 | 수원   | 0:1 (승) |
| 25     | 2013/9/22  | 수원 | 경찰   | 0:1 (패) |
| 26     | 2013/9/28  | 광주 | 수원   | 2:1 (패) |
| 27     | 2013/10/5  | 수원 | 상주   | 0:1 (패) |
| 28     | 2013/10/12 | 수원 | 안양   | 1:0 (승) |
| 29     | 2013/10/19 | 고양 | 수원   | 2:0 (패) |
| 30     | 2013/10/26 | 수원 | 광주   | 2:1 (승) |
| 31     | 2013/11/3  | 수원 | 경찰   | 2:0 (승) |
| 32     | 2013/11/9  | 안양 | 수원   | 0:1 (승) |
| 33     | 2013/11/16 | 충주 | 수원   | 2:1 (패) |
| 34     | 2013/11/24 | 수원 | 부천   | 2:1 (승) |
| 35     | 2013/11/30 | 상주 | 수원   | 4:1 (패) |

### 하나은행 FA컵
| 라운드 | 날짜      | 홈팀             | 원정팀     | 경기결과   |
| ------ | --------- | ---------------- | ---------- | ---------- |
| 2      | 2013/4/14 | 수원 FC          | 광운대학교 | 4 : 2 (승) |
| 32강   | 2013/5/8  | 대구 FC          | 수원 FC    | 0 : 1 (승) |
| 16강   | 2013/7/10 | 전남 드래곤즈    | 수원 FC    | 3 : 4 (승) |
| 8강    | 2013/8/7  | 전북 현대 모터스 | 수원 FC    | 7 : 2 (패) |

## 선수단

### 현재 선수 명단
2013년 7월 30일 기준

참고: FIFA 자격 규정에 따라 소속된 국가대표팀 국기를 표시합니다. 선수는 복수의 FIFA 비회원국 국적을 가지고 있을 수 있습니다.
| 번호 | 포지션 | 국적 | 이름                        |
| ---- | ------ | ---- | --------------------------- |
| 3    | MF     |      | 김종성                      |
| 4    | DF     |      | 손시헌                      |
| 5    | DF     |      | 알렉산다르 요바노비치       |
| 6    | DF     |      | 이수길                      |
| 7    | MF     |      | 김서준 (울산 현대에서 임대) |
| 8    | MF     |      | 이창호                      |
| 10   | FW     |      | 김한원                      |
| 11   | FW     |      | 박종찬                      |
| 13   | FW     |      | 하정헌                      |
| 14   | DF     |      | 이준호                      |
| 15   | MF     |      | 김지민                      |
| 16   | MF     |      | 권용현                      |
| 17   | MF     |      | 김용한                      |
| 18   | FW     |      | 이성재                      |
| 19   | DF     |      | 오광진                      |

| 번호 | 포지션 | 국적       | 이름                   |
| ---- | ------ | ---------- | ---------------------- |
| 20   | MF     |            | 유수현                 |
| 21   | GK     |            | 이정형                 |
| 23   | GK     |            | 박형순                 |
| 24   | MF     |            | 김재연                 |
| 25   | DF     |            | 조태우                 |
| 26   | DF     |            | 최범용                 |
| 27   | DF     |            | 이정헌                 |
| 28   | MF     |            | 김동건                 |
| 29   | DF     |            | 김선우                 |
| 30   | FW     |            | 임성택                 |
| 32   | MF     |            | 김본광                 |
| 33   | GK     |            | 정의도                 |
| 55   | DF     |            | 안재훈 (대구에서 임대) |
| 99   | FW     | 몬테네그로 | 보그단 밀리치          |

### 코칭 스태프
| 직위          | 이름   | 비고 |
| ------------- | ------ | ---- |
| 감독          | 조덕제 |      |
| 수석 코치     | 조종화 |      |
| 코치          | 양종후 |      |
| 골키퍼 코치   | 이승준 |      |
| 피지컬 코치   | 공석   |      |
| 의무 트레이너 | 김동영 |      |

## 선수 이적

### 영입
| # | 이름   | 포지션 | 이전구단        | 이적유형     | 이적시기      | 계약기간 | 이적료 | 비고 |
| - | ------ | ------ | --------------- | ------------ | ------------- | -------- | ------ | ---- |
| 1 | 보그단 | FW     | 광주 FC         | 방출 후 입단 | 겨울 이적시장 |          | N/A    |      |
| 2 | 알렉스 | DF     |                 | 완전이적     | 겨울 이적시장 |          | N/A    |      |
| 3 | 이성재 | FW     | 포항 스틸러스   | 방출 후 입단 | 겨울 이적시장 |          | N/A    |      |
| 4 | 김서준 | MF     | 울산 현대       | 임대         | 여름 이적시장 |          | N/A    |      |
| 5 | 오광진 | MF     | 김해시청        | 완전이적     | 여름 이적시장 |          | N/A    |      |
| 6 | 김선우 | DF     | 인천 유나이티드 | 방출 후 입단 | 여름 이적시장 |          | N/A    |      |
| 7 | 김본광 | MF     | 목포시청        | 완전이적     | 여름 이적시장 |          | N/A    |      |
| 8 | 안재훈 | DF     | 대구 FC         | 임대         | 여름 이적시장 |          | N/A    |      |

### 신인 드래프트 & 자유선발
| # | 이름   | 포지션 | 이전구단   | 지명유형        | 비고 |
| - | ------ | ------ | ---------- | --------------- | ---- |
| 1 | 손시헌 | DF     | 숭실대학교 | 일반지명(4순위) |      |
| 2 | 김용한 | MF     | 수원대학교 | 일반지명(5순위) |      |
| 3 | 권용현 | MF     | 천안시청   | 일반지명(6순위) |      |
| 4 | 이정헌 | DF     | 조선대학교 | 번외지명        |      |
| 5 | 김동건 | MF     | 단국대학교 | 번외지명        |      |
| 6 | 최범용 | DF     | 상지대학교 | 번외지명        |      |

(1) 우선지명 : 각 구단 유소년 클럽 출신 선수들에 대해 4명까지 우선 지명

(2) 일반지명 : 1순위에서 6순위까지 추첨순서에서 의해서 지명하며 유소년클럽 출신에 대한
000우선지명이 3순위 지명권에 해당되며 구단 사정에 따라 지명권을 행사 안 할 수 있음 

(3) 번외지명 : 6순위까지 끝나고 번외로 다시 6순위까지 선수 지명

(4) 추가지명 : 드래프트에서 미선발된 선수들에 한하여 2월말까지 구단 자율적으로 지명
- (대) 표기는 드래프트에 참여하여 선발은 되었지만 당해 연도에 입단하지 않고 대학 진학 후 입단하는 선수를 의미한다.
- (대후) 표기는 드래프트에 기 선발된 후 대학에 진학하여 중퇴 및 졸업 후 당해 연도에 입단하는 선수를 의미한다.

### 방출
| # | 이름   | 포지션 | 이적구단      | 이적유형     | 이적시기      | 계약기간 | 이적료 | 비고 |
| - | ------ | ------ | ------------- | ------------ | ------------- | -------- | ------ | ---- |
| 1 | 김태형 | MF     | 미정          | 방출         | 여름 이적시장 |          |        |      |
| 2 | 윤동민 | MF     | 경주 한수원   | 방출 후 입단 | 여름 이적시장 |          |        |      |
| 3 | 박임수 | MF     | 김해시청      | 방출 후 입단 | 여름 이적시장 |          |        |      |
| 4 | 배수한 | DF     | 전남 드래곤즈 | 방출 후 입단 | 여름 이적시장 |          |        |      |

## 같이 보기
- 수원 FC